# Palaiargia ceyx
Palaiargia ceyx – gatunek ważki z rodziny pióronogowatych (Platycnemididae). Jest endemitem Nowej Gwinei.